# Trochosa wundurra
Trochosa wundurra är en spindelart som beskrevs av McKay 1979. Trochosa wundurra ingår i släktet Trochosa och familjen vargspindlar.
Artens utbredningsområde är Western Australia. Inga underarter finns listade i Catalogue of Life.